# Loel Guinness
Thomas Loel Evelyn Bulkeley Guinness, né le 9 juin 1906 et mort le 31 décembre 1988, est un homme politique conservateur britannique, député de Bath (1931-1945), magnat des affaires et philanthrope. Guinness finance l'achat de la Calypso, la louant pour un franc symbolique par an au célèbre explorateur océanique Jacques-Yves Cousteau pour réaliser son film Le Monde du silence (1956).

## Jeunesse

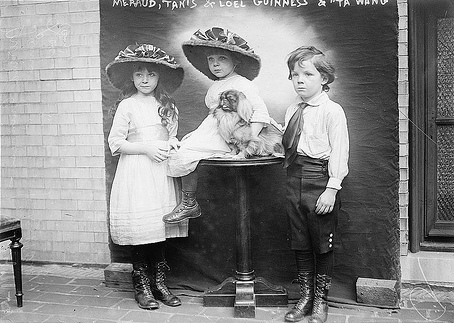
Meraud, Tanis et Loel Guinness enfants.

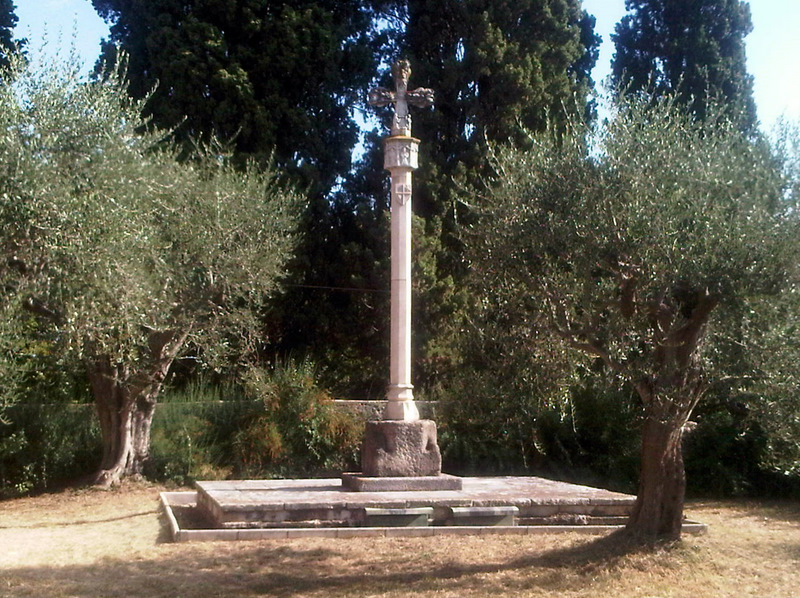
Tombe de Bridget Henrietta Frances Williams-Bulkeley, la mère de Thomas « Loel » Guinness, à Mougins, France.

Né à Manhattan et élevé aux États-Unis, puis en Angleterre, Loel Guinness est le fils unique de Benjamin Seymour Guinness (1868–1947), un financier irlandais dont il hérite l'importante fortune, et de sa première épouse, Bridget Henrietta Frances Williams-Bulkeley (morte en 1931). Il descend de Samuel Guinness (1727–1795), un orfèvre de Dublin, frère cadet d'Arthur Guinness, le fondateur de la brasserie Guinness.
Loel Guinness a été élevé aux côtés de ses deux sœurs : 
- Meraud Michelle Wemyss Guinness (1904–1993), qui épouse Alvaro Guevara (1894–1951) en 1929[4].
- Tanis Eva Bulkeley Guinness (1908–1993), mariée trois fois : (1) de 1931 à 1937 avec l'hon. William Drogo Sturges Montagu, fils de George Montagu, 9e comte de Sandwich ; (2) de 1937 à 1951 avec Howard Dietz[5] ; (3) en 1951 avec le lieutenant commander Charles Edward Harold John Phillips, qui est l'oncle paternel d'Alexandra Hamilton, duchesse d'Abercorn, et de Natalia Grosvenor, duchesse de Westminster, et le cousin germain de Janet Mountbatten, marquise de Milford Haven.

Loel Guinness fait ses études au Collège militaire royal de Sandhurst et obtient le grade de lieutenant au service des Irish Guards.

## Carrière
Après avoir pris des cours de pilotage, Guinness rejoint le Royal Aero Club en 1928. L'année suivante, il devient l'un des premiers citoyens d'Angleterre à posséder et pouvoir piloter un avion privé et intègre l'escadron de l'Auxiliary Air Force du comté de Londres. Il est ensuite président d'Air Work Ltd., un fournisseur de pièces d'avion, puis de la British United Airways.
En 1931, lors de sa troisième tentative, Guinness est élu au Parlement pour la circonscription de Bath et est nommé secrétaire parlementaire privé de Philip Sassoon, sous-secrétaire d'État de l'air de 1931 à 1935. Guinness occupe son siège parlementaire jusqu'en 1945, année où il se retire de la politique.
Guinness obtient le grade de Group captain au service de la Royal Auxiliary Air Force. Lorsque la Seconde Guerre mondiale éclate en 1939, Guinness entre en service actif dans la Royal Air Force. En 1940, il est pilote de chasse pendant la bataille d'Angleterre, achetant une station-service près de son aérodrome alors qu'il est limité par le rationnement. En 1944, il devient commandant d'une section de la Second Tactical Air Force et à la fin de la guerre, il est mentionné cinq fois dans les dépêches. 
Guinness est nommé officier de l'ordre de l'Empire britannique en 1942. Les Pays-Bas le font commandeur de l'ordre d'Orange-Nassau et la France le promeut officier de la Légion d'honneur et lui décerne la croix de Guerre.

## Vie privée
Le 4 juillet 1927, Loel Guinness se marie en 1res noces avec l'honorable Joan Yarde-Buller (1908–1997), fille de John Yarde-Buller, 3e baron Churston,. De leur mariage naît un fils : 
- Patrick Benjamin Guinness (10 mars 1931 – 5 octobre 1965)[11]. Il épouse la fille de la troisième épouse de son père, Dolores Maria Agatha Wilhelmine Luise baronne von Fürstenberg-Herdringen (1936–2012), le 22 octobre 1955 à Paris, d'où sont nés trois enfants (Maria Alexandra de Quatrebarbes, Loel Patrick Guinness et Victoria Christina Niárchos). Patrick Benjamin Guinness meurt dans un accident de voiture près de Rarogne, dans le Valais en Suisse[12].

Lors du baptême anglican de son fils, Patrick, le 15 juillet 1931 à St Margaret's, Westminster, ses parrains et marraines sont la princesse Ingrid de Suède (1910–2000), Richard Francis Roger Yarde-Buller, 4e baron Churston (1910–1991), Philip Sassoon (1888–1939), Walter Rosen (1875–1951), Judith Blunt-Lytton (1873–1957) et Mme. Richard Guinness (née Beatrice Mackay).
Joan abandonne Loel Guinness pour vivre avec le prince Ali Khan, le fils aîné de l'Aga Khan III, 43e imam chiite ismaélien nizârite, et Guinness poursuit avec succès devant les tribunaux son épouse et Ali Khan pour adultère. Joan et Ali ne contestent pas les accusations et le juge Bucknill accorde à Loel Guinness un decree nisi (en), ainsi que la garde complète de leur fils Patrick, âgé de cinq ans, et ordonne à Ali Khan le paiement des frais de justice. 
Quelques jours après la prononciation du divorce Guinness/Yarde-Buller, Joan épouse le prince Ali Khan, le 18 mai 1936. Elle se convertit à l'islam et devient la princesse Tajuddawlah Khan, son nouveau prénom musulman qu'elle n'utilisera jamais en dehors de l'institution chiite ismaélienne nizârite, dont son beau-père l'Aga Khan III est le chef. De leur union naît le prince Karim Aga Khan IV (1936-2025), demi-frère cadet de Patrick Benjamin Guinness. 
Joan et Ali Khan divorcent également et le prince épouse plus tard, en 1949, l'actrice américaine Rita Hayworth et Joan épouse en troisièmes noces bien plus tard, en 1986, Seymour Berry, 2e vicomte Camrose, et devient Joan Berry, vicomtesse Camrose.
En 1936, Loel épouse en 2es noces lady Isabel Violet Kathleen Manners (1918–2008), la deuxième fille de John Manners, 9e duc de Rutland, et de Kathleen Tennant,. Le couple Guinness part souvent en villégiature pour les États-Unis, où Isabel devient une personnalité en vue au sein de la bonne société de Palm Beach,. Ensemble, ils ont un fils et une fille :
- William Loel Seymour Guinness (né en 1939), qui épouse le mannequin anglais Lynn Day (née Agnes Elizabeth Lynn Day) en 1971. Ils divorcent en 1994.
- Serena Belinda Rosemary « Lindy » Guinness (25 mars 1941 – 26 octobre 2020), qui épouse en 1964 Sheridan Hamilton-Temple-Blackwood, 5e et dernier marquis de Dufferin et Ava, arrière-petit-fils d'Edward Guinness, 1er comte d'Iveagh[17].

En 1951, lady Isabel obtient le divorce après l'avoir accusé d'adultère, ce qu'il n'a pas contesté.
Le 7 avril 1951, il épouse en 3es noces la personnalité mondaine d'origine mexicaine Gloria Rubio Alatorre (en) (1913–1980), qui est l'ex-épouse du comte Franz Egon von Fürstenberg-Herdringen, puis l'ex-épouse du prince égyptien Ahmed Fakhry Bey, petit-fils du roi Fouad Ier d'Égypte. La fille de Gloria, Dolores von Fürstenberg-Herdringen (1936–2012), épouse en 1955 le fils aîné de Loel, Patrick Benjamin Guinness (1931–1965),.
Le 31 décembre 1988, Loel Guinness meurt d'une maladie cardiaque à l'hôpital méthodiste de Houston, Texas, États-Unis. Il est inhumé au côté de sa troisième épouse, morte en 1980, au cimetière du Bois-de-Vaux à Lausanne.

## Distinctions
- Commandeur de l'ordre d'Orange-Nassau